# كبر السن

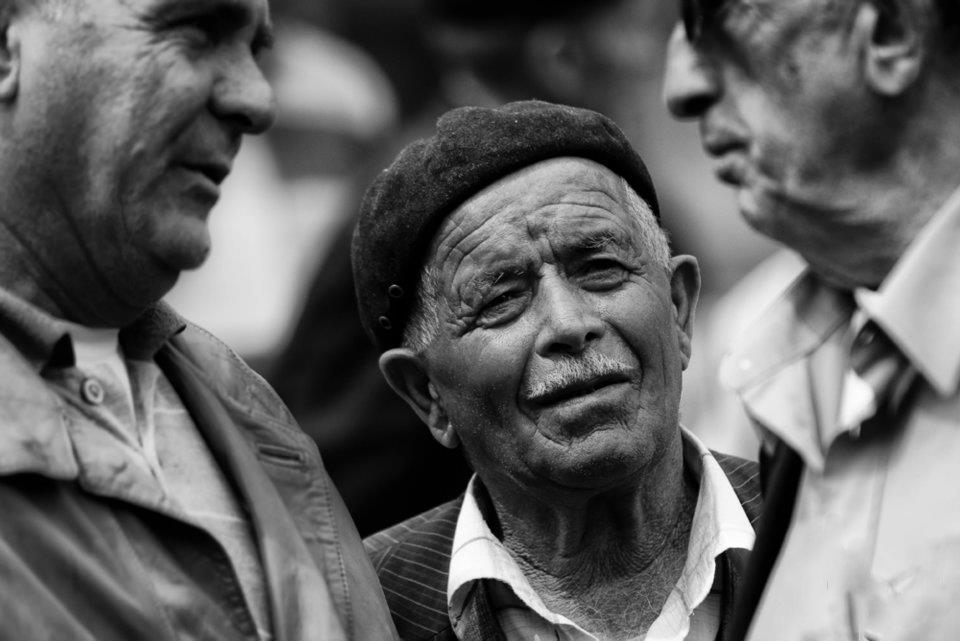
رجال كبار يتحاورون في كوسوفا

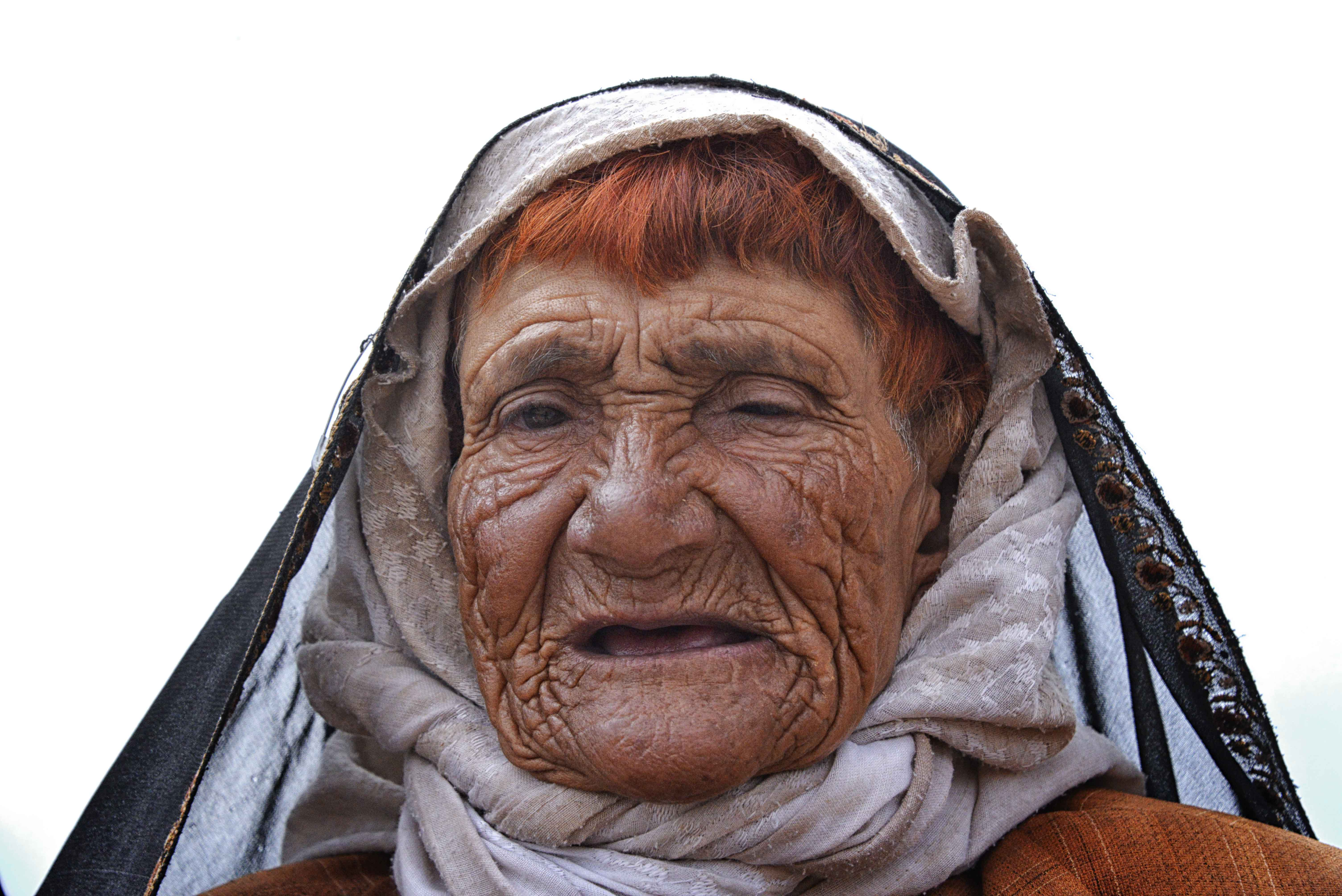
عجوز يمنية بلغت من الكبر عتيا

كبير السن هو من تقدم به العمر حتى أصبح عجوزا، أو من يعد المجتمع أنه قد أقبل على عقوده الأخيرة. وفي كل الثقافات الأصيلة تعتني الأسرة بكبار السن إلا أن مع نشوء نموذج المجتمع المبني على العمل في شركات في الغرب وتضاءل دور الأسرة هناك ومع تغريب المجتمعات في ظل الاستعمار وبعده تغير دور كبار السن كثيرا.
لا يمكن تعريف الفرق بين الكهولة وتقدم السن بالضبط لأنهما لا يحملان نفس المعنى في كل المجتمعات. حيث يمكن اعتبار الناس كبار السن بسبب بعض التغييرات في أنشطتهم أو أدوارهم الاجتماعية. أمثلة: ربما يمكن اعتبار الناس كبار السن عندما ينالون لقب جد أو عندما يبدءون في القيام بأعمال أقل أو مختلفة بعد التقاعد. ومن وجهة النظر التقليدية، كان ينظر عمومًا لسن الستين بأنه بداية الشيخوخة. بينما وافقت معظم دول العالم المتقدم على أن يكون العمر الزمني 65 سنة هو بداية مرحلة «الكهولة» أو «المسنين».

## وجهات نظر

### منتصف العمر
تتناول العديد من الكتب التي صنفها بعض المؤلفين في مرحلة الكهولة بعض المفاهيم الشائعة عن كبر السن. يصف أحد الكتاب التغيير الذي لاحظه على والديه قائلًا: إنهما يتحركان ببطء، وضعفت قواهما، ويعيدان سرد القصص، ويشرد ذهنهما، ويشعران بالقلق. تراقب كاتبة أخرى والديها المسنين وتشعر بالحيرة قائلةً: إنهما يرفضان اتباع النصيحة، ولديهما هوس بالماضي، ويبتعدان عن المخاطرة، ويعيشان «بوتيرة بطيئة للغاية».
تتهم الدكتورة مورييل جيليك، وهي من مواليد طفرة المواليد في كتابها «إنكار الشيخوخة»، بعض معاصريها بالاعتقاد بأنه من خلال ممارسة الرياضة والنظام الغذائي المناسبين يمكنهم تجنب آفات الشيخوخة والموت في منتصف العمر. وجدت الدراسات أن العديد من الأشخاص في الفئة العمرية 65-84 يمكنهم تأجيل الإصابة بالأمراض من خلال اتباع أنماط حياة صحية. يعاني معظم الأشخاص مع ذلك في سن 85 عامًا تقريبًا من أمراض مماثلة. سوف يعاني معظم الأشخاص الذين تزيد أعمارهم عن 85 عامًا من «الضعف والإعاقة» لفترة طويلة، حتى بعد اتباع أنماط الحياة الصحية.

### كبر السن
يمكن أن توفر الشيخوخة المبكرة وقتًا ممتعًا؛ بسبب كبر الأطفال، وانتهاء الأعمال، ووجود وقت أكثر لممارسة اهتمامات أخرى. يرغب العديد من كبار السن في المشاركة في منظمات المجتمع المدني والأنشطة المدنية لتعزيز رفاهيتهم. يمل الكتاب فوق سن 80 عامًا، على نقيض ما سبق، إلى إبداء آراء سلبية عن الشيخوخة.

كتب جورج مينوا [ويكي داتا] أن أول رجل معروف بالحديث عن شيخوخته كان كاتبًا مصريًا عاش قبل 4500 عام. خاطب الكاتب ربه بدعاء حزين:
إلهي وسيدي! حضرتني الشيخوخة، ونزلت بي. أتاني الضعف، وها هي الشيخوخة من جديد. ينام قلبي كليلًا كل يوم. ضعفت عيني وصُمت أذني، وخارت قواي وتلاشت بسبب تعب القلب والفم صامت لا يستطيع الكلام. نسي القلب ولم يعد يتذكر الأمس. أصابت الشيخوخة عظامي. أصبح الخير شرًا. انتكست الأذواق. لا يوجد خير في شيخوخة الرجال.:14–5
يعلق مينوا قائلًا إن «ابتهال الكاتب ينبئ عن عدم تغير دراما الشيخوخة بين عصر الفرعون والعصر الذري» و«يعبر عن معاناة كبار السن في الماضي والحاضر».
تفتتح ليليان بي. روبين، المؤلفة وخبيرة علم الاجتماع والمعالجة النفسية التي جاوزت الثمانين من عمرها كتابها «عمر 60 فما فوق: حقيقة الشيخوخة في أميركا» بقولها: «إن التقدم في السن أمر مزعج. كان الأمر كذلك دائمًا، وسيظل كذلك دائمًا». تقارن الدكتورة روبين بين «الشيخوخة الحقيقية» و«الصورة الوردية» التي يرسمها الكتاب في منتصف العمر.
تصف ماري سي موريسون البالغة من العمر 85 عامًا «البطولة» التي يتطلبها كبر السن: بأن يعيش المرء في ظل تدهور جسده أو تدهور جسد شخص يحبه. تستنتج موريسون أن «الشيخوخة ليست للجبناء». كان على 150 شخصًا أجريت معهم مقابلات في كتاب «الحياة بعد 85 عامًا» أن يتأقلموا مع الضعف البدني والعقلي وفقدان أحبائهم. وصف أحد الأشخاص الذين أجريت معهم المقابلات الحياة في سن الشيخوخة بأنها «محض جحيم».
كشف بعض الأبحاث أن البلدان ذات الدخل المرتفع، يشعر فيها واحد من كل أربعة أشخاص فوق سن الستين وواحد من كل ثلاثة فوق سن الخامسة والسبعين بالوحدة في المتوسط.

#### المفاهيم الخاطئة
أجرى جونسون وبارير دراسة رائدة عن الحياة بعد سن الخامسة والثمانين من خلال مقابلات على مدى ست سنوات. تحدثا مع أشخاص تبلغ أعمارهم 85 عامًا أو أكثر، ووجدا أن بعض المفاهيم الشائعة حول كبر السن خاطئة. تشمل هذه المفاهيم الخاطئة (1) أن الأشخاص في سن الشيخوخة يحظون بفرد واحد على الأقل من أفراد الأسرة لدعمهم، (2) أن الرفاهية في سن الشيخوخة تتطلب نشاطًا اجتماعيًا، و(3) أن «التأقلم الناجح» مع التغييرات المرتبطة بالعمر يتطلب استمرارية مفهوم الذات. وجد جونسون وبارير في المقابلات التي أجرياها، أن أربعة وعشرين في المائة من الأشخاص الذين تزيد أعمارهم عن 85 عامًا ليس لديهم علاقات عائلية مباشرة؛ حيث عاش العديد منهم لفترات تزيد عن عائلاتهم. كشفت المقابلات ثانيًا، على عكس المفاهيم الشائعة، أن انخفاض النشاط والتواصل الاجتماعي لدى الأشخاص الذين تزيد أعمارهم عن 85 عامًا لا يضر برفاهيتهم؛ فهم «يفضلون العزلة المتزايدة». كشفت المقابلات ثالثًا، أنه بدلًا من استمرارية مفهوم الذات، فإن الأشخاص الذين أجريت معهم المقابلات عندما جابهوا مواقف جديدة، قاموا بتغيير «سلوكياتهم المعرفية والعاطفية» وأعادوا بناء «تمثيلهم الذاتي».

## آثار الشيخوخة

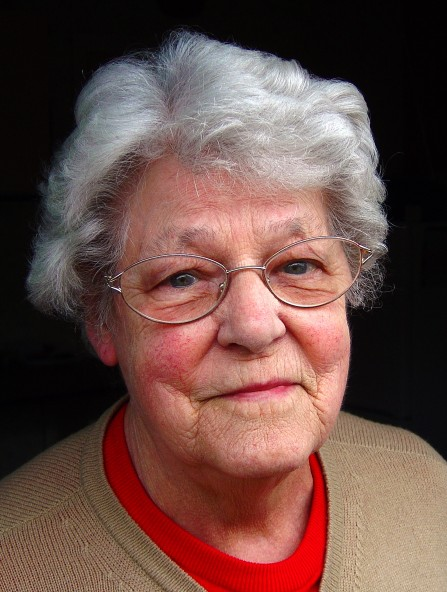
متقاعدة بريطانية شاب شعرها

غالبًا ما يكون هناك ذبول بدني عام ويصبح الناس أقل نشاطًا. ويمكن أن تحدث الشيخوخة، من بين أمور أخرى:
- التجاعيد والبقع الكبدية في الجلد بسبب فقدان الدهون تحت الجلد
- تغيير في لون الشعر إلى اللون الرمادي أو الأبيض.
- فقدان الشعر
- انخفاض وظائف الدورة الدموية وتدفق الدم
- تراجع قدرات الرئة
- تراجع وظيفة الجهاز المناعي
- تغييرات في الأحبال الصوتية التي تصدر الأصوات النمطية «للشخص المسن»
- قلة وضعف السمع. بالنسبة للأفراد البالغين 75 سنة وما فوق، تواجه نسبة 48% من الرجال و37% من السيدات صعوبات في السمع. وهناك 26.7 مليون فرد ممن تجاوزوا سن الخمسين يعانون من ضعف السمع، أي بنسبة 1 إلى 7، بنسبة 14% وهم نسبة ضئيلة ويستخدمون أجهزة تساعدهم في السماع
- تقلص وانخفاض مستوى الإبصار. ويصبح من الصعب جدًا عليهم القراءة في الإضاءة المنخفضة والكلمات المكتوبة بخط صغير. وقد تضعف عملية سرعة القراءة للفرد.
- انخفاض القدرة العقلية/المعرفية.
- حالة الكآبة
- قلة أو توقف أنشطة الجنس وأحيانًا تكون بسبب الأعراض الجسدية مثل ضعف الانتصاب لدى الرجال، لكنه في كثير من الأحيان ببساطة عبارة عن انخفاض في الرغبة الجنسية المعروفة أيضًا بالدافع الجنسي.
- الحساسية الكبيرة للعظام والمفاصل للأمراض مثل الفصال العظمي وتخلخل العظم.
- فقدان الذاكرة وهي شائعة بسبب الانخفاض في سرعة المعلومات التي يتم معالجتها وتخزينها، وتلقيها. وربما يستغرق هذا المزيد من الوقت لاكتساب معلومات جديدة.

مرض آلزهايمر، هو النموذج الأكثر شيوعًا من الخرف والذي يحدث في سن الشيخوخة. وهو عبارة عن مصطلح عام لفقدان الذاكرة وغيرها من القدرات الفكرية الحيوية بالقدر الكافي والتي قد تتداخل مع الحياة اليومية. ويمثل مرض ألزهايمر نسبة 50% إلى 80% من حالات الخرف.
- ويمكن أن تشتمل التغيرات السلوكية على التنقل والتعدي الجسدي والهيجان اللفظي بسبب أمراض مثل الاكتئاب أو الاضطراب العقلي أو الخرف. وعلى الرغم من أن علاجات ألزهايمر الحالية لا يمكن أن توقف مرض ألزهايمر تمامًا، إلا أنها قد تتمكن من إبطاء تفاقم أعراض الخرف مؤقتًا وتحسن من نوعية الحياة لمرضى ألزهايمر والقائمين على رعايتهم. واليوم، انطلقت جهود عالمية لإيجاد سبل أفضل لعلاج هذا المرض وتأخير الإصابة به ومنعه من التطور.

## معرض صور

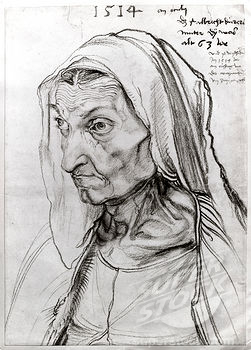
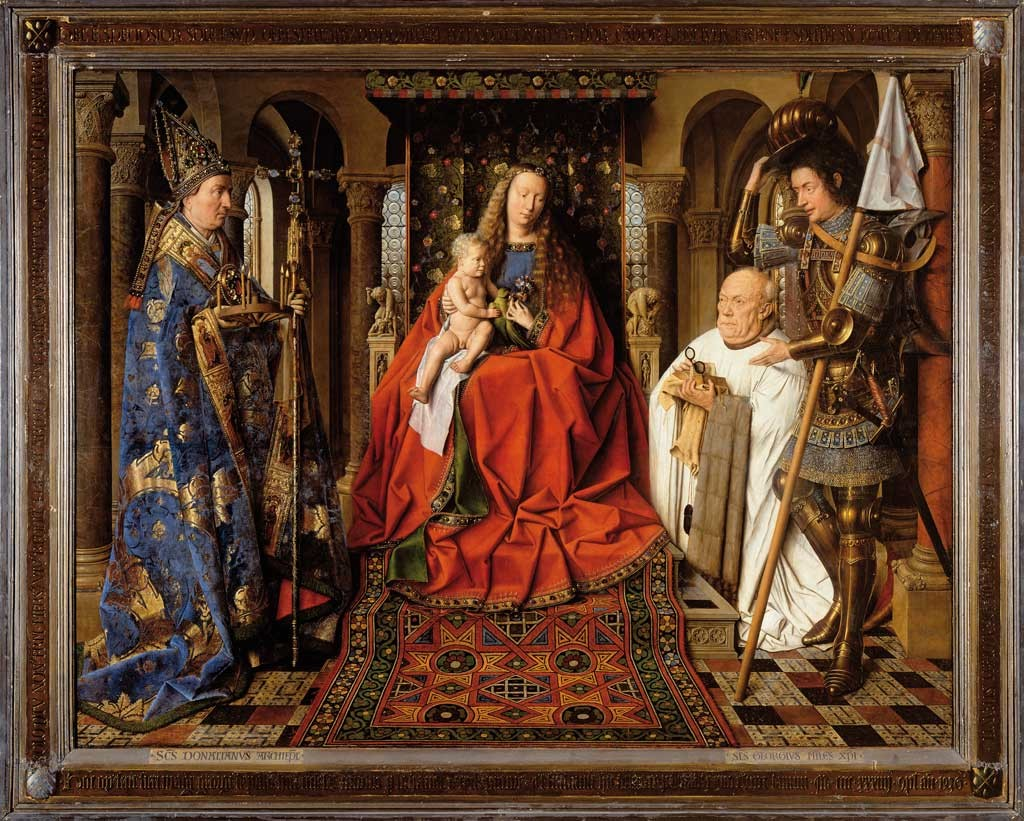